# Гюльназарян, Тируи
Тируи Гюльназарян (арм. Տիրուհի Գյուլնազարյան) (1850-е, Кзнут, Нахичеванский уезд — 21 февраля 1938, Дилиджан, Армянская ССР) — мать Гарегина Нжде.

## Биография
Тируи Гюльназарян родилась в 1850-х годах в селе Кзнут в Нахичевани в семье кузнеца Гюльназара и была одной из его семи дочерей. Жители села иногда называли её Тируи Хатаи. Она вышла замуж сына священника Кзнута Саака Тер-Арутюняна по имени Егише. В браке у них рождается 4 детей: 2 дочери (Аник и Цолине), и 2 сына (Левон и Гарегин). В 1888 году, когда старшей из детей, Аник, исполнилось 11, а младшему, Гарегину, — 2 года, умер отец семейства.
Детей мать продолжила воспитывать сама. Когда дочери Тируи вышли замуж, она продолжила жить со своим старшим сыном Левоном, который работал учителем в Джульфе. Гарегин же решил стать военным, получить высшее военное образование ему помог один из их родственников Цолак, который в то время был офицером царской армии.
В 1920-е годы, когда Гарегин уже был за границей и к власти в стране пришли большевики, Левон и его мать были сосланы в Сибирь. Через 3 года ссылки им разрешают вернуться, но во Владикавказ.
Осенью 1937 года старшая дочь Левона, Ольга Тер-Арутюнян, уехала на отдых в Дилиджан и взяла с собой бабушку Тируи. Но через несколько месяцев здоровье женщины ухудшилось и 21 февраля 1938 года она скончалась.

### Место захоронения
Место, где захоронено тело Тируи Гюльназарян, долгие годы оставалось неизвестным, только в 2001 году, по случаю 115-летия со дня рождения Гарегина Нжде, по инициативе мэрии Дилижана и союза «Нахиджеван» была открыта могила матери Нжде, ставшая местом паломничества.

## Влияние на Гарегин Нжде
Известно, что Гарегин Нжде в зрелом возрасте практически не жил с матерью. Однако, как свидетельствуют написанные им произведения «Львиные матери» и «Тюремные записки», светлый образ матери всегда сопровождал Нжде.